# باربرا سميث كونراد
باربرا سميث كونراد (بالإنجليزية: Barbara Smith Conrad)‏ هي مغنية أوبرا ومغنية أمريكية، ولدت في 1940 في Center Point, Camp County, Texas ‏ في الولايات المتحدة، وتوفيت في 22 مايو 2017 في إديسون ‏ في الولايات المتحدة.

## وصلات خارجية
- باربرا سميث كونراد على موقع ميوزك برينز (الإنجليزية)
- باربرا سميث كونراد على موقع ديسكوغز (الإنجليزية)